# 기장산성
기장산성(機張山城)은 부산광역시 기장군 기장읍, 철마면 일원에 있는 산성이다. 2012년 5월 17일 대한민국의 부산광역시의 기념물 제59호로 지정되었다.

## 발굴조사
현재 기장읍과 철마면 일원에 발굴조사가 시행되어 남문지와 집수지가 발견되었고 이후에는 성벽이 발견되었다.
집수지는 원형을 형상하고 있으며 성벽은 조선식 성벽으로 확인되었다.

## 현지 안내문
기장산성은 기장군 기장읍 서부리, 대라리와 철마면 안평리 일원에 걸쳐 있는 수령산의 해발 약 350m 고지에 위치한다. 성벽은 산 능선을 따라 쌓았는데, 평면 부정형의 포곡식산성(抱谷式山城)으로 북쪽이 가장 높으며 서쪽으로 가면서 지형상 가장 낮은 남문지를 지나 동쪽으로 진행되다가 북쪽 정상 아래로 이어진다.
성벽은 상부가 대부분 허물어져 경사면을 따라 성벽석이 흩어져 있으며, 서북쪽과 서남쪽, 남동쪽에서 문지(門址)로 추정되는 개구부(開口部)가 확인된다. 성벽은 비교적 정연한 하부의 석축이 외벽 기저부에서 간간이 확인되며, 하부 성벽이 무너져 내린 상부에 막쌓기 한 성벽이 보이고 있어 성벽의 전체 모습은 2단을 이루고 있다.
서벽에서 동벽에 이르는 성벽의 바깥쪽으로는 해자인 황(隍)이 둘러져 있고, 비교적 평탄한 산성 정상부 대지에는 평면 원형의 집수지(集水池)가 있으며, 그 동쪽 아래와 서쪽 및 북쪽 평탄지 곳곳에서는 기와편과 토기편이 수습되고 있다.
초축(初築)의 성벽은 가로 55cm, 세로 23cm 내외 크기의 장방형 할석(割石)을 이용하여 빈틈없이 눕혀쌓기 하였으며, 그 상부에 면을 맞춰 초축과 유사한 석재로 잔돌 끼워쌓기 한 수축(修築) 성벽이 확인된다. 초축 성벽의 경사는 수직에 가까우나 대부분 허물어져 1m 내외 높이로 잔존한다. 초축 성벽의 너비는 5m 내외로 내벽의 높이를 감안하면 원 성벽은 최소 4.5m 이상이었을 것으로 추정된다.
증축(增築) 성벽은 무너진 초축의 외벽으로부터 3m 안쪽에서 확인되는데, 대체로 가로 30~50cm, 세로 20~30cm, 길이 30~40cm 크기의 석재로 막쌓기 한 것으로 급조한 것으로 보인다. 성벽은 65~70도 정도 경사지게 축조하였는데, 성벽의 너비는 서쪽 성벽이 1.5m로 좁으며 동쪽으로 가면서 2.5m로 넓어진다. 잔존 높이는 1~3m 정도이다. 한편, 서남쪽과 동남쪽 증축 성벽에서는 성벽 위에 2~4m 간격으로 성벽의 진행방향과 직교하는 석열이 보이고 있어 경사지에서는 석축의 안정화를 위하여 계단식으로 성벽을 축조한 것으로 보인다. 성문은 서북쪽과 서남쪽, 남동쪽 계곡 등 3곳이 확인되는데, 모두 개방식으로 추정된다.
기장산성의 축조 시기는 기장산성의 동남쪽 아래에 청강리고분군이 위치하고 있는점과 비교적 이른 시기 것으로 알려진 개방식 성문 구조, 성 내부에서 출토된 삼국시대 토기편 및 반구형 병형토기편 등의 출토 유물로 미루어 볼 때 고려시대 이전에 초축되었을 가능성이 높다. 그리고 초축 이후 여러 차례 수축이 있었을 것으로 보이며 초축 성벽 상부에 보이는 막쌓기의 증축 성벽과 내옹성문지 등은 임진왜란 때나 그 이후에 설치된 것으로 보인다.
기장산성은 기장군에서 조사된 성곽 중 가장 이른 시기에 축조된 산성으로써 성벽이 잘 남아 있을 뿐 아니라 부산 지역의 고대(古代) 산성인 배산성지(부산광역시지정 기념물 제4호)와 더불어 삼국시대 이래 동래군의 속현인 갑화량곡현의 역사를 규명 할 수 있는 중요한 유적이다.

## 같이 보기
- 수령산

## 참고 자료
- 기장산성 - 국가유산청 국가유산포털